# Edicións A Nosa Terra
Edicións A Nosa Terra fue una empresa editorial española, con sede en Vigo, fundada en 1987 y desaparecida en 2010. 

## Historia
Comenzó su andadura en 1987 en el seno de Promociones Culturales Gallegas. Fue una editorial generalista y sus colecciones cubrían varios campos y temáticas: historia, recuperación de la memoria social, literatura, fotografía, viaje, ensayo, infantil, divulgación científica, enciclopedia y texto escolar. Tiene más de un millar de títulos editados. En 2010 se declaró en suspensión de pagos.